# Testa

Geslachtswapen (1847)

Testa is een van oorsprong Genuese katholieke familie, generaties lang wonend in Constantinopel, waarvan leden sinds 1847 tot de Nederlandse adel behoren.

## Geschiedenis
De stamreeks van de familie Testa begon bij de Nederlandse koopman Pasquale Testa, die zich in 1261 in Istanbul Galata vestigde.
Het Ottomaanse avontuur begint met Stephano Testa die omstreeks 1560 in Constantinopel werd geboren; hij was Genuees koopman en podesta van de Genuese kolonie in Pera en Galata (Ottomaanse Rijk). Zijn achterkleinzoon Gasparo Testa (1684-1758) werd dragoman van de legatie van de Republiek der Zeven Verenigde Nederlanden te Constantinopel.
De doornenkroon van Christus bevond zich sinds vele eeuwen in de Sainte Chapelle in Parijs en tegenwoordig in de Notre Dame (uit de brand gered). Het is een van de belangrijkste herinneringen aan het lijden van Christus. 
Echter één doorn bleef achter in Constantinopel. De familie van de baron Testa kreeg in de 17e eeuw deze bijzondere reliek in handen. In 1660 redde François Draco Testa met gevaar voor eigen leven een reliekhouder (schrijn) met daarin een doorn van de Doornenkroon van Jezus Christus en een houtfragment van het Heilige Kruis uit zijn brandende San Francescokerk in Galata (waar deze op dat moment werden bewaard).
Paus Alexander VII besloot, als dank voor deze heldendaad, dat deze relikwieën in het bezit van de Testa-familie kwamen. Door de eeuwen heen hebben Testa familieleden zorggedragen dat deze kerkschatten door gelovigen vereerd en aan geïnteresseerden getoond konden worden.
Bij koninklijk besluit van 5 april 1847 werd Gaspard Testa (1770-1847), minister-resident van Nederland te Constantinopel, verheven in de Nederlandse adel met de titel van baron bij eerstgeboorte; sindsdien behoort zijn nageslacht tot de Nederlandse adel.
In de 19e eeuw kwam de reliekhouder terecht in Montpellier (Zuid-Frankrijk), maar in 1911 werd deze weer overgebracht naar Istanbul.
In april 1935 arriveerde het Nederlandse marineschip Hr.Ms. ‘Hertog Hendrik’ uit het Turkse Istanbul in Nederland. Aan boord was de vlootaalmoezenier pater Albada Jelgersma. Met toestemming en ondersteuning van de toenmalige minister van Defensie Laurentius Nicolaas Deckers en op verzoek van de toenmalige eigenaar Karl Victor Testa had hij deze relikwieën, gevat in een kostbare reliekhouder, onder zijn hoede aan boord genomen. 
In 1939 werden de relikwieën door de familie Testa in bruikleen gegeven aan hun parochiekerk de Sint-Agneskerk. 
In 1968 droeg de weduwe van Karl Victor Testa, Elisabeth Testa - baronesse van Wijnbergen, de reliekhouder over aan 
André Testa die in verband met zijn gevorderde leeftijd op zijn beurt de reliekhouder eind maart 2025 aan zijn nicht Noepy Beckers-Testa zal overdragen.
Tot in de 20e eeuw zouden leden van het geslacht in Constantinopel blijven of geboren worden, en diplomatieke functies voor Nederland vervullen. Hoewel de meeste leden tot in de 20e eeuw in het buitenland werden geboren en er vaak hun hele leven doorbrachten, studeerden leden van het geslacht niettemin in Nederland.
In november 2024 overhandigde de Turkse ambassadeur Selçuk Ünal in het Yunus Emre Instituut in Amsterdam aan de familie Testa, erfgenamen van de Turks-Nederlandse diplomatie, een historisch document uit de Ottomaanse tijd. Het gaat om een kopie van de geloofsbrief die tolk-secretaris Gaspard Testa aan Sultan Mahmud II overhandigde. De familie speelde vijf eeuwen lang een belangrijke rol tussen het Ottomaanse Rijk en het Koninkrijk der Nederlanden.
Op 30 maart 2025, in het Heilige Jubeljaar 2025 van de katholieke kerk, mede ter gelegenheid van het 750-jarig bestaan van de stad Amsterdam, is de reliekhouder met dubbel-reliek Relikwieën van het Heilig Kruis in goed overleg met de St. Agneskerk door de familie Testa, tijdens een processie en Heilige Mis in aanwezigheid Mgr. Jan Hendriks, bisschop van het bisdom Haarlem-Amsterdam en de deken van Amsterdam, Pastoor van de St. Nicolas Basiliek Eric Fennis, Pastoor van de St.Agneskerk Martin Kromann Knudsen, acolieten, misdienaars, leden van de Heilige Militaire Constantijnse Orde van Sint-Joris, de Orde van het Heilig Graf van Jeruzalem en de Soevereine Militaire Hospitaal Orde van Malta verplaatst naar de Co-kathedrale basiliek van de Heilige Nicolaas.. Daar kunnen de jaarlijkse 200.000 (inter)nationale bezoekers de dubbel-reliek bewonderen. 
Ter gelegenheid van deze gebeurtenis is het boek "De Testa relikwieën" op verzoek van de familie samengesteld door hun familiehistoricus drs. Mehmet Tütüncü. 
Een andere tak van de familie Testa uit Genua vestigde zich in het koninkrijk Sicilië, meer bepaald in de stad Nicosia. De Italiaanse familie Testa was niet van adel. Zij waren handelaars in textiel en andere koopwaren.

## Enkele telgen
Gasparo Testa (1684-1758), dragoman van de legatie van de Republiek der Verenigde Nederlanden te Constantinopel
- Franco Testa (1717-?), hieruit takken in Zweden en Duitsland
- Bartholomeo Testa (1723-1783), in Oostenrijkse dienst, verheven tot Oostenrijks ridder (1783) en baron (1807); hieruit takken in Frankrijk en Oostenrijk
- Jacobus Testa (1725-1747), zaakgelastigde van de kanselarij der Verenigde Nederlanden te Constantinopel
  - Gaspard baron Testa (1770-1847), minister-resident van Nederland te Constantinopel
    - Mr. François Matthieu Wenceslas baron Testa (1806-1882), Nederlands diplomaat te Brussel, Washington en Zweden; promoveerde in 1828 te Utrecht op Specimen juris gentium inaugurale de causis, ob quas pax cum hoste communi, a gentibus in bello sociis, jure, seorsum condatur
    - Jhr. Paul Pierre Ange Hilarion Testa (1808-1871), Ottomaans consul te Antwerpen, consul-generaal te Brussel
    - Jhr. Dominique Testa (1811-1860)
      - Guillaume Antoine Vincent Marie baron Testa (1849-1909)

    - Jhr. Antoine Testa (1813-1879)
      - Jhr. Fortuné Erasme François Jean Testa (1852-1909), chef administratie Ottomaanse Bank
        - Mr. Théodore Marie Erasme baron Testa (1900-1972), advocaat
          - Caspar Ludovicus Paulus Maria baron Testa BBA (1933-2017), makelaar in Florida
          - Jhr. Oscar Wybo Maria Testa (1934-<2017), manager Italië voor A.L. van Beek Internationaal B.V. te Rome
            - Gabriele Gaspard Andrea Francesco Maria baron Testa (1980), hoofd van het geslacht[8]

          - Jhr. drs. André Testa (1942), bestuurder (voormalig directeur van NZH en GVB).
          - Jhr. ir. Theo M.F. Testa (1938?-2020?), makelaar in onroerend goed te Amsterdam.
            - Jhr. Philippe Testa (1973-heden), fotograaf, kunstenaar(schilder), fakir en paradijsvogel te Amsterdam.

    - Jhr. mr. Emilius Franciscus Eliodorus Testa (1821-1896), Nederlands consul-generaal te Tunis en Tripoli in Barbarije, daarna te Baden-Baden, gevolmachtigd Nederlands commissaris bij de Centrale Commissie voor Rijnscheepvaart te Mannheim; promoveerde in 1843 te Leiden op Specimen juris inaugurale de conjugiis jure moslimico
      - Jhr. mr. dr. Hannibal Casimirus Joannes Testa (1858-1910), Nederlands diplomaat te Brussel, Wenen, Tokio en Madrid, gevolmachtigd minister ter Conferentie van Algeciras tot instelling van de internationale zone van Tanger; promoveerde in 1883 te Leiden op Oorlogscontributie
      - Jhr. mr. Gaspard Marie Raban Testa (1861-1934), rechter te Maastricht; promoveerde in 1886 te Amsterdam op De inhoud der overeenkomsten in het internationaal privaatrecht
      - Jhr. Franz Emile Sebastien Testa (1863-1942), Nederlands consul te Tripoli en Casablanca
        - Jhr. Rudolphe Emile Franz Jules Testa (1883-1969), Nederlands diplomaat te Tanger
          - Jhr. Rudolf Hannibal Josephus Maria Testa (1921-2007), Nederlands diplomaat te Tanger